# Robert Grabarz
Robert Karl Grabarz, detto Robbie (Enfield, 3 ottobre 1987), è un ex altista britannico.
Dopo essere diventato campione europeo nel salto in alto agli europei di Helsinki, ha preso parte ai Giochi olimpici di Londra 2012 vincendo la medaglia di bronzo con la misura di 2,29 m.
Nel 2018 ha annunciato il suo ritiro dall'attività agonistica.

## Progressione

### Salto in alto
| Stagione | Misura | Luogo      | Data      | Rank. Mond. |
| -------- | ------ | ---------- | --------- | ----------- |
| 2012     | 2,37 m | Losanna    | 23-8-2012 |             |
| 2011     | 2,28 m | Birmingham | 31-7-2011 |             |
| 2010     | 2,28 m | Cardiff    | 28-8-2010 |             |
| 2009     | 2,22 m | Bedford    | 31-5-2009 |             |
| 2008     | 2,27 m | Bedford    | 1-6-2008  |             |
| 2007     | 2,21 m | Londra     | 25-8-2007 |             |
| 2006     | 2,14 m | Pechino    | 15-8-2006 |             |
| 2005     | 2,22 m | Ware       | 19-6-2005 |             |

### Salto in alto indoor
| Stagione | Misura | Luogo      | Data      | Rank. Mond. |
| -------- | ------ | ---------- | --------- | ----------- |
| 2012     | 2,34 m | Wuppertal  | 21-1-2012 |             |
| 2011     | 2,25 m | Sheffield  | 13-2-2011 |             |
| 2010     | 2,22 m | Sheffield  | 14-2-2010 |             |
| 2009     | 2,23 m | Birmingham | 21-2-2009 |             |
| 2006     | 2,20 m | Birmingham | 26-2-2006 |             |

## Palmarès
| Anno | Manifestazione  | Sede           | Evento        | Risultato | Prestazione | Note                                     |
| ---- | --------------- | -------------- | ------------- | --------- | ----------- | ---------------------------------------- |
| 2006 | Mondiali U20    | Pechino        | Salto in alto | 12º       | 2,05 m      |                                          |
| 2009 | Europei U23     | Kaunas         | Salto in alto | 11º       | 2,18 m      |                                          |
| 2011 | Europei indoor  | Parigi         | Salto in alto | 23º (q)   | 2,12 m      |                                          |
| 2012 | Mondiali indoor | Istanbul       | Salto in alto | 6º        | 2,31 m      |                                          |
| 2012 | Europei         | Helsinki       | Salto in alto | Oro       | 2,31 m      |                                          |
| 2012 | Giochi olimpici | Londra         | Salto in alto | Argento   | 2,29 m      |                                          |
| 2013 | Europei indoor  | Göteborg       | Salto in alto | 6º        | 2,23 m      |                                          |
| 2013 | Mondiali        | Mosca          | Salto in alto | 8º        | 2,29 m      |                                          |
| 2014 | Mondiali indoor | Sopot          | Salto in alto | 11º (q)   | 2,25 m      |                                          |
| 2015 | Mondiali        | Pechino        | Salto in alto | 18º (q)   | 2,26 m      |                                          |
| 2016 | Mondiali indoor | Portland       | Salto in alto | Argento   | 2,33 m      | Miglior prestazione personale stagionale |
| 2016 | Europei         | Amsterdam      | Salto in alto | Argento   | 2,29 m      |                                          |
| 2016 | Giochi olimpici | Rio de Janeiro | Salto in alto | 4º        | 2,33 m      | Miglior prestazione personale stagionale |
| 2017 | Europei indoor  | Belgrado       | Salto in alto | Argento   | 2,30 m      | Miglior prestazione personale stagionale |
| 2017 | Mondiali        | Londra         | Salto in alto | 6º        | 2,25 m      |                                          |
| 2018 | Mondiali indoor | Birmingham     | Salto in alto | 9º        | 2,20 m      |                                          |
| 2018 | Commonwealth    | Gold Coast     | Salto in alto | 12º       | 2,18 m      |                                          |

## Altre competizioni internazionali
2012
- Vincitore della Diamond League nella specialità del salto in alto (17 punti)